# Psicosis II
Psicosis II (Psycho II) es una película estadounidense de terror dirigida por Richard Franklin, protagonizada por Anthony Perkins, Vera Miles y estrenada por primera vez en 1983. Es la secuela de la película Psicosis, dirigida por Alfred Hitchcock y estrenada en 1960.
En esta parte, Norman Bates, después de pasar 22 años confinado en una institución para enfermos mentales, es declarado sano y liberado a pesar de las protestas de Lila Loomis, hermana de Marion Crane, quien años atrás había sido asesinada por Bates.

## Argumento
Norman Bates (Anthony Perkins) es liberado de la institución mental después de haber sido declarado legalmente sano por su psiquiatra, el doctor Raymond (Robert Loggia). En la audiencia anterior a la liberación de Norman, Lila Loomis (Vera Miles) protesta ante la liberación de Bates, realizando una petición por firmas de las personas que no quieren ver a Norman de retorno a la sociedad. Lila es la hermana de Marion Crane, una de las víctimas de Norman, y la viuda de Sam Loomis, que era novio de Marion en el momento de su muerte. Sin embargo, el juez se niega a conceder la petición de Lila.
El Dr. Raymond (Robert Loggia) lleva a Norman de regreso a su antiguo hogar, la sombría mansión en la colina detrás del Motel Bates.
Norman se presenta a un trabajo prearreglado para cocinar y lavar platos en un restaurante de carretera desde el motel. Sus compañeros de trabajo incluyen una mujer llamada Myrna (Lee Garlington), una amable mujer llamada Emma Spool (Claudia Bryar), y Mary Samuels (Meg Tilly), una joven camarera que es inferior a la estelar en su puesto de trabajo. Mary alega que su novio la ha dejado y permanece en un lugar temporal. Norman ofrece a Mary quedarse en el motel, y extiende su oferta a su casa cuando descubre que el motel es ahora un lugar dirigido por el Sr. Toomey (Dennis Franz).
Norman sigue siendo perseguido por los recuerdos de su "Madre", pero él se las arregla para tratar con ella, es decir, hasta que "la Madre" comienza a hacer su presencia de verdad. Norman recibe notas misteriosas de ella, tanto en la casa y en el comedor. Llaman por teléfono a la casa diciendo ser la madre de Norman. Tomey pelea en público con Norman en la cena por culpa de un hecho sucedido anteriormente.
Norman comienza a dudar de su cordura cuando escucha voces en la casa. Él entra en la habitación de su madre como lo hizo hace 22 años. Un sonido lo atrae al ático, donde está bloqueado por personas ocultas. Si bien es allí, otro asesinato que ocurre en el sótano de la casa: dos adolescentes escondidos en el sótano, pero de repente la figura en el vestido negro aparece con un cuchillo y mata a uno de ellos. La chica se escapa y vuelve más tarde con el sheriff. En el interion, Mary y Norman se encuentran durmiendo en el desván, pero la puerta está desbloqueada.
El sheriff llama al timbre y les hace preguntas a Norman y Mary sobre el presunto asesinato. El sheriff investiga la bodega de frutas, pero considera que está limpia y ordenada. Norman se confunde y quiere admitir que algo extraño está sucediendo, pero Mary interviene y sostiene que ha limpiado el sótano ella misma.
Toda evidencia sugiere que Norman ha vuelto a sus viejas costumbres, pero Mary es insistente. Más tarde, Mary se asusta cuando descubre a alguien que mira a través de una mirilla en la pared del cuarto de baño. Ella llama a Norman, pero él está abajo y fuera de su alcance, por lo que no puede ser él. Ellos están horrorizados después de encontrar un trapo ensangrentado que alguien tiene de relleno en el sanitario. Norman está abatido y convencido de que su apagones son recurrentes y que él es el responsable del trapo ensangrentado, y cualquiera que sea el crimen está conectado con él.
Mary dice que va a chequear el motel, y en el salón del motel está Lila Loomis -la madre de Mary-, quien ha llamado a Norman diciendo que es su madre, incluso va tan lejos como para vestir como ella y que le permite ver en ella la ventana, antes de desaparecer y añadir a su frágil estado mental. Mary la ha estado ayudando y fue responsable de la restauración de la habitación de la madre en la casa y del bloqueo del ático de Norman, pero Mary sabe que el creciente sentimiento de Norman ha causado que reconsidere sus acciones. También se explica cómo sabe Norman que no podría haber sido responsable por el asesinato de cualquier joven en el sótano de la casa, y Lila ve el asesinato como una feliz coincidencia.
Mientras tanto, el doctor de Norman descubre la identidad de Mary -que es Mary Loomis y no Mary Samuels- y le informa a Norman quién ha estado viviendo con él. Asimismo, el pedido para exhumar el cuerpo de Norma Bates (Virginia Gregg), sólo para demostrar a Norman que no puede ser tan inquietante. Mary le admite a Norman que ha sido parte de la estrategia de Lila, pero le dice que ella no se detendrá. Sólo entonces el teléfono suena, y Norman, airadamente, responde de inmediato diciendo "Hola, ¿Sra. Loomis?" De repente, Norman cambia de tono y dice "Lo siento ... madre". Mary se enfada y decide hablar con Lila, pero al contestar no hay nadie en la línea con Norman.
Mary va al hotel donde está Lila y tienen una pelea que es escuchada por un barman del hotel. Mary le dice a Lila que ella quiere dejar de molestar a Norman. Lila, convencida de que ella es la ganadora de la "buena" lucha, se apresura para dar un empujón final. Ella espera a su rival en la bodega y elimina a su "madre" desde un disfraz bajo una piedra suelta en el suelo. Sin embargo, se enfrenta a una figura familiar con vestido negro y es asesinada con un cuchillo carnicero a través de la boca. Mientras tanto, Mary descubre que han recuperado el coche del Sr. Toomey, con su cadáver en el maletero.
Mary regresa a la casa y trata de encontrar a Norman para que escape con ella. Norman se niega, y en su lugar trata de llegar Mary a admitir lo que le ha venido haciendo a él. El teléfono suena en la casa de Norman y al responder, comienza a hablar a su "Madre". Una vez más, Mary escucha y descubre que nadie está en la línea con Norman. Norman comienza hablando de Mary a la voz en el teléfono y dice "Oh no, mamá. No se puede hacer ... me mataría ...". Aterrorizada, se viste de gala como la madre de Norman, con un gran cuchillo carnicero,para enfrentarse a Norman. Las cosas rápidamente se van fuera de control. Norman se niega a reconocer a Mary con el vestuario, por lo que ella va a un lugar de arriba y trata de hablar con Norman.
Al perder de vista a Norman, Mary se asusta cuando alguien la agarra por detrás, y ella sumerge el cuchillo carnicero en el Dr. Raymond, quien muere en la casa para exponer los verdugos de Norman. Con puñaladas, el cuerpo de Raymond cae en el balcón y el suelo del vestíbulo. Mary baja y se enfrenta ahora con un demente Norman. Mary le dice: "Norman, yo no soy tu madre, soy Mary!". Mary lleva a Norman a la bodega de frutas y cae en un montón de carbón, en donde se encuentra el cadáver de Lila. Mary, angustiada al ver el cuerpo de su madre muerta, ataca a Norman y es asesinada cuando la policía entra y le disparan a ella.
En la estación de policía, el sheriff reúne una cuenta bastante inexacta de lo que ha ocurrido, y la identificación de Mary como la asesina. Norman se encuentra aturdido y la película pasa a su giro final.
Norman vuelve a la casa de Bates y una mujer camina por los pasillos. Norman ha hervido el agua y establece un lugar para una comida cuando hay un golpe, y responde a la puerta para encontrar a la Sra. Emma, desde el comedor. La sra. Emma se sienta en la mesa y Norman le da una taza de té con veneno. Ella le dice que ella es su verdadera madre y que Norma Bates fue su hermana y su tía. "Yo era demasiada joven para tener un bebé, además de que tenía problemas", le dijo. A medida que toma sorbos de té envenenado, ella comienza a bromear.
Norman mata a su madre de un golpe en la cabeza con una pala. Ella muere y Norman cierra las cortinas de la cocina, recoge su cuerpo y la lleva a su cuarto de arriba. Norman escucha la voz familiar de su madre, advirtiéndole de "no ir a jugar con las niñas malas de nuevo". La película finaliza con la reapertura del Motel Bates, y Norman se encuentra de pie delante de la casa, esperando.

## Estrenos
En la tabla se muestran distintas fechas de estrenos en varios países:
| País           | Fecha                |
| -------------- | -------------------- |
| Estados Unidos | 3 de junio de 1983   |
| Suecia         | 1 de julio de 1983   |
| Francia        | 20 de julio de 1983  |
| Finlandia      | 22 de julio de 1983  |
| Noruega        | 29 de julio de 1983  |
| Australia      | 19 de agosto de 1983 |

## Reparto
- Anthony Perkins: Norman Bates
- Vera Miles: Lila Loomis (Lila Crane en Psicosis)
- Meg Tilly: Mary Loomis
- Robert Loggia: Dr. Billy Raymond
- Dennis Franz: Warren Toomey
- Hugh Gillin: Sheriff John Hunt
- Robert Alan Browne: Ralph Statler
- Claudia Bryar: Sra. Emma Spool
- Lee Garlington: Myrna, compañera de trabajo
- Virginia Gregg: Norma Bates (voz)

## Premios

### Academia de Sci-Fi, Fantasía y Horror
| Año  | Resultado | Premio         | Categoría/Destinatario(s) |
| ---- | --------- | -------------- | ------------------------- |
| 1984 | Candidata | Premio Saturno |                           |

### Premios Edgar Allan Poe
| Año  | Resultado | Premio | Categoría/Destinatario(s) |
| ---- | --------- | ------ | ------------------------- |
| 1984 | Candidato | Edgar  |                           |

## Psycho (franquicia)
- Psycho (1960), dirigida por Alfred Hitchcock.
- Psycho II (1983), secuela del primer film dirigida por Richard Franklin (no relacionada con la novela Psycho II).
- Psycho III (1986), segunda secuela del primer film, dirigida por Anthony Perkins.
- Psicosis IV (1990)
- Bates Motel (1987) película para televisión inicialmente propuesta como un piloto de TV.
- Psicosis (1998), dirigida por Gus Van Sant, remake cuadro por cuadro (shot-for-shot) del film original de 1960.
- The Psycho Legacy (2010) documental sobre la serie de películas.
- Bates Motel (2013), reboot/precuela en forma de serie de TV situado en el presente y en Oregón en lugar de California.